# Fissidens subprosenchymaticus
Fissidens subprosenchymaticus là một loài Rêu trong họ Fissidentaceae. Loài này được Paris mô tả khoa học đầu tiên năm 1900.